# Heugueville-sur-Sienne
Heugueville-sur-Sienne è un comune francese di 557 abitanti situato nel dipartimento della Manica nella regione della Normandia.

## Società

### Evoluzione demografica
Abitanti censiti